# نوئلیا برمودز
نوئلیا برمودز (انگلیسی: Noelia Bermúdez؛ زادهٔ ۲۰ سپتامبر ۱۹۹۴) بازیکن فوتبال اهل کاستاریکا است.

وی همچنین در تیم‌های ملی فوتبال Costa Rica women's national under-20 football team و زنان کاستاریکا بازی کرده‌است.
وی در مسابقات کشوری و بین‌المللی در مجموع برندهٔ ۱ مدال برنز شده‌است.